# Seznam čestných občanů města Opočna
Seznam čestných občanů města Opočna je chronologický seznam osobností, které obdržely titul Čestné občanství města Opočna.
| Jméno                                                                 | Udělení            | Povolání, popis zásluh |
| --------------------------------------------------------------------- | ------------------ | --- |
| František Alois Skuherský (1794–1864)                                 | 1852               | rodák z Opočna, úmrtí tamtéž; lékař, mecenáš a organizátor kultury v Opočně, zakladatel nemocnice v Opočně |
| Jiří Pitka (1813–1895)                                                | 1852               | ředitel panství, zasloužil se o zřízení mateřské školky v Opočně |
| Jan Pellar (1814–1895)                                                | 1857               | evangelický farář v Krucemburku |
| Antonín Bohutínský (?–?)                                              | 1857               | ředitel panství Opočno a Dobříš, ředitel odborné školy v Opočně |
| František Palacký (1798–1876)                                         | 1859               | filozof, historik, novinář |
| František Ladislav Rieger (1818–1903)                                 | 1859               | politik, poslanec |
| Jan Karel P. Rojek (1804–1877)                                        | 1859               | římskokatolický kněz, historik a národní buditel; v roce 1840 začal se studiem archeologických a historických památek opočenského vikariátu, během následujících desetiletí znalosti prohluboval a publikoval |
| Leopold Klaudy (?–?)                                                  | 1861               | |
| Emanuel Pitsch z Petschendorfu (?–?)                                  | 1861               | |
| Josef Burgerstein (1813–1873)                                         | 1861               | spisovatel, humorista, úředník |
| Josef František Colloredo-Mannsfeld (1813–1895)                       | 1864               | šlechtic, vlastník opočenského panství |
| František Brauner (1810–1880)                                         | 1864               | |
| Josef Karel Krehan (1800–1866)                                        | 1864               | purkmistr Opočna (1850–1866) a zakladatel Občanské záložny, úmrtí v Opočně |
| Ladislav Roztočil (1828–1905)                                         | 1868               | přednosta okresního úřadu |
| Hieronymus Ferdinand Colloredo-Mannsfeld (1842–1881)                  | 1871               | |
| Filip Stanislav Kodym (1811–1884)                                     | 1871               | rodák z Opočna, lékař, přírodovědec, odborný spisovatel, novinář a politik |
| Ignác Teuner (?–?)                                                    | 1876               | první primář nemocnice |
| Jan Schön (?–?)                                                       | 1877               | |
| František de Paula Ferdinand Gundakar Colloredo Mannsfeld (1847–1925) | 1877               | |
| Augustin Heistermann z Ziehlbergu (1833–1901)                         | 1880               | |
| Josef Tomes (?–?)                                                     | 1890               | |
| Jan Dvořák (1849–1916)                                                | 1892               | lékař, ředitel Zemské porodnice v Praze, v roce 1880 se stal sekundářem v nemocnici v Opočně, později zde působil jako praktický lékař                                                                        |
| Jan Neuhold (1852–1905)                                               | 1894               | okresní hejtman z Nového Města nad Metují |
| František Rössler (?–?)                                               | 1895               | |
| Karel Adámek (?–?)                                                    | 1899               | |
| Jiří Kristián Lobkowicz (1835–1908)                                   | 1905               | šlechtic, politik, dlouholetý nejvyšší maršálek Českého království |
| Alois Jirásek (1851–1930)                                             | 1918               | spisovatel, historik |
| Jan Hofman (1860–1926)                                                | 25. 2. 1926        | ředitel škol v Opočně, kronikář města |
| Adolf Wolf (1856–?)                                                   | 1927               | purkmistr – první starosta Opočna, kronikář města 1926–1935; majitel realit; rodák z Opočna |
| Josef Černý (1885–1971)                                               | 1930               | československý politik, meziválečný ministr vnitra a poslanec Národního shromáždění, rodák z východních Čech                                                                                                  |
| Tomáš Garrigue Masaryk (1850–1937)                                    | 1935               | filozof, první prezident Československa |
| Václav Cypra (?–?)                                                    | 4. 9. 1936         | Za své zásluhy jako dlouholetý zdejší primář a praktický lékař – lidumil i za svou osvědčenou přízeň obci opočenské věnovanou                                                                                 |
| Ludvík Svoboda (1895–1979)                                            | 1968               | voják, politik, prezident |
| Erik Bouza (1926–1986)                                                | 1998 (in memoriam) | archivář, regionální historik, úmrtí v Opočně |
| Miloslav Mühlstein (1931–1995)                                        | 1998 (in memoriam) | lékař, první polistopadový starosta města |
| Naděžda Kavalírová (1923–2017)                                        | 2007               | lékařka, ochránkyně lidských práv, rodačka z Opočna |
| Luboš Sluka (*1928)                                                   | 2008               | rodák z Opočna, hudební skladatel |
| Meda Mládková (1919–2022)                                             | 2012               | sběratelka umění a mecenáška, zakladatelka Nadace Jana a Medy Mládkových a Musea Kampa |
| Miloň Čepelka (*1936)                                                 | 2016               | básník, tvůrce haiku, prozaik, textař, herec, zpěvák, scenárista, moderátor a cimrmanolog, rodák z Pohoří u Opočna                                                                                            |
| František Kupka (1871–1957)                                           | 2017 (in memoriam) | rodák z Opočna, malíř, grafik a ilustrátor, jeden ze zakladatelů moderního abstraktního malířství |
| Kristina Colloredo-Mansfeldová (*1940)                                | 2018               | podnikatelka a malířka |